# Сертегі
Се́ртегі (ісп. Cértegui) — місто на заході Колумбії у департаменті Чоко.

## Географія
Сертегі знаходиться у центральній частині департаменту, лежить на притоці Атрато.

### Клімат
| Клімат Сертегі          | Клімат Сертегі | Клімат Сертегі | Клімат Сертегі | Клімат Сертегі | Клімат Сертегі | Клімат Сертегі | Клімат Сертегі | Клімат Сертегі | Клімат Сертегі | Клімат Сертегі | Клімат Сертегі | Клімат Сертегі | Клімат Сертегі |
| Показник                | Січ.           | Лют.           | Бер.           | Квіт.          | Трав.          | Черв.          | Лип.           | Серп.          | Вер.           | Жовт.          | Лист.          | Груд.          | Рік            |
| Середній максимум, °C   | 31             | 31             | 31             | 30             | 30             | 30             | 31             | 31             | 30             | 30             | 30             | 30             | 30,5           |
| Середня температура, °C | 27             | 27             | 27             | 27             | 27             | 27             | 27             | 27             | 27             | 26             | 26             | 27             | 27             |
| Середній мінімум, °C    | 24             | 24             | 24             | 24             | 25             | 25             | 25             | 25             | 24             | 24             | 24             | 24             | 24             |
| Температура води, °C    | 27             | 27             | 27             | 27             | 28             | 28             | 28             | 28             | 27             | 27             | 27             | 27             | 27             |
| Норма опадів, мм        | 273.0          | 259.0          | 267.5          | 361.8          | 385.2          | 363.8          | 361.0          | 394.8          | 391.0          | 371.0          | 378.5          | 323.0          | 4129.6         |
| Днів з дощем            | 22,1           | 19,2           | 22,0           | 24,9           | 26,1           | 24,1           | 24,7           | 25,6           | 25,5           | 26,5           | 25,8           | 24,2           | 290,7          |
| ----------------------- | -------------- | -------------- | -------------- | -------------- | -------------- | -------------- | -------------- | -------------- | -------------- | -------------- | -------------- | -------------- | -------------- |
| Джерело: Weather Spark  |                |                |                |                |                |                |                |                |                |                |                |                |                |